# Campo Elías
Campo Elías è un comune del Venezuela situato nello Stato del Mérida.
Il capoluogo del comune è la città di Ejido.